# Давньоруська могила
Давньору́ська моги́ла — тип поховання, кургани-могильники давніх русинів.

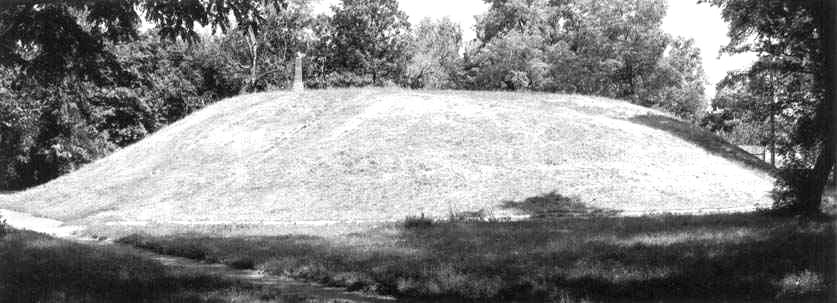
Чорна могила

Поховальний обряд слов'ян-язичників у ранньому середньовіччі передбачав трупоспалення, інколи курганні трупоспалення. Імовірно, побудова курганів-могильників для давньоруських князів запозичена у кочових народів, з якими праслов'яни перебували тривалий час у контакті.
Десятки давньоруських могил є на Київщині, Чернігівщині, Волині, в інших регіонах.
Найбільшою і найвідомішою є «Чорна могила» в Чернігові — за переказами, місце поховання легендарного князя Чорного, засновника Чернігова. Могила датується серединою X ст. Її висота сьогодні становить 11 м, діаметр 40 м, обвід 125 м. В давнину вона була оточена ровом до 7 м завширшки.